# Stadtbefestigung Gartz (Oder)

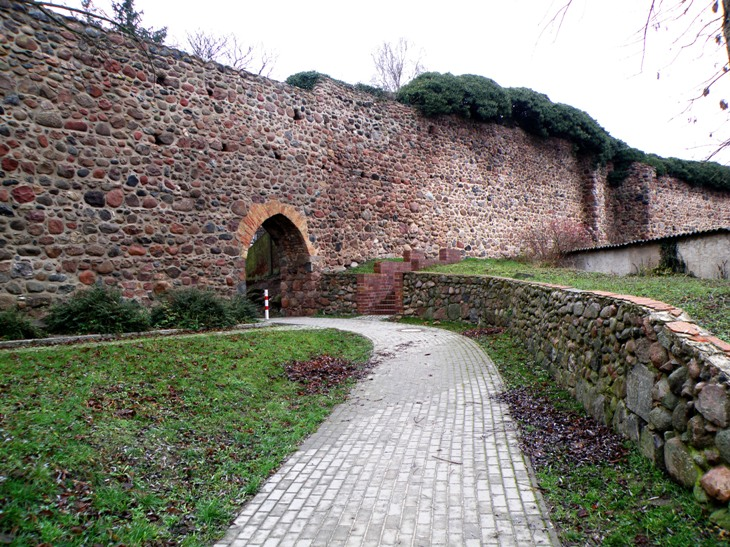
Teile der Gartzer Stadtmauer

Die mittelalterliche Stadtbefestigung Gartz (Oder) umfasst die Verteidigungsanlagen der Stadt Gartz (Oder) im Landkreis Uckermark in Brandenburg ab dem 13. Jahrhundert. Die Befestigung bestand weitestgehend aus der Stadtmauer sowie vier Stadttoren. Der Nordteil der Stadtmauer mit dem Stettiner Tor ist noch heute erhalten.
Die Stadtbefestigung ist wie auch das Stettiner Tor und der Pulverturm in der Denkmalliste des Landes Brandenburg als Baudenkmal ausgewiesen.

## Architektur

Gartz (Oder) mit Stadtbefestigung und Stettiner Tor (1761)

Die Stadtbefestigung von Gartz (Oder) wurde ab dem 13. Jahrhundert mit Findlingen aus Feldstein und Backstein errichtet. Innerhalb der Mauer befanden sich drei Wachtürme. Diese waren der sogenannte „Blaue Hut“, ein Rundturm und das sogenannte „Storchennest“.
Durch den Zweiten Weltkrieg sowie die Baupolitik der DDR wurde die Stadtbefestigung stark zerstört. Aktuell sind nur noch Teile der Stadtmauer am nördlichen und westlichen Stadtrand von Gartz vorhanden. Vom ehemaligen Blauen Hut ist noch der blendengeschmückte rechteckige Unterbau erkennbar. Das im 14. Jahrhundert erbaute Storchennest verfügt heute noch über den Unterbau und einen achteckigen Aufsatz mit Zinnenkranz und steinernem Kegelhelm, dieser stammt vermutlich aus dem 15. Jahrhundert.

## Stettiner Tor

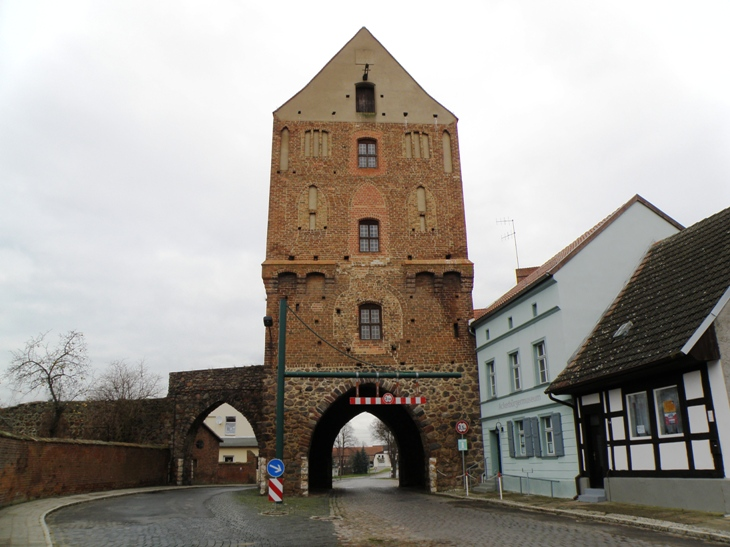
Stettiner Tor

Der untere Teil des Stettiner Tors wurde im 13. Jahrhundert als eines von ursprünglich vier Toren der Stadtbefestigung der Stadt Gartz in Feldsteinbauweise mit stichbogiger Durchfahrt errichtet. Benannt ist das Tor nach der Stadt Stettin. Es ist das einzige der vier Tore, welches heute noch erhalten ist.
In der Tordurchfahrt befand sich ein Bild Ferdinand von Schills, der bis 1807 in Gartz lebte. Im 15. Jahrhundert wurde das ursprünglich geschosslose Tor um einen dreigeschossigen Backsteinturm erweitert. Im ersten Stock des Turms befand sich eine enge gewölbte Gefangenenkammer. Der Giebel des Turms ist durch Zwillingsblenden in Spitzbogenrahmen gegliedert. Am Giebel befindet sich ein Monogramm Friedrich Wilhelm I. mit der Jahreszahl 1726. Früher existierte nur eine Durchfahrt durch das Stettiner Tor, die zweite Durchfahrt neben dem Turm wurde erst 1935 angebaut.
Zwischen 1995 und 1997 wurde das Stettiner Tor restauriert.